# Alice the Toreador
Série Alice Comedies
Alice Cans the Cannibals
(1925) Alice Gets Stung
(1925)
Pour plus de détails, voir Fiche technique et Distribution.
Alice the Toreador est un court métrage d'animation américain muet de la série Alice Comedies sorti en 1925.

## Synopsis
Alice et Julius participent à un combat de taureaux mais le leur est une vieille vache décharnée. Ils la rafistolent avec des roues…

## Fiche technique
- Titre original : Alice the Toreador
- Série : Alice Comedies
- Réalisation : Walt Disney
- Animation : Ub Iwerks, Rollin Hamilton, Thurston Harper
- Encrage et peinture : Lillian Bounds, Kathleen Dollard
- Photographie : Mike Marcus
- Montage  : Georges Winkler
- Production :  Margaret J. Winkler
- Société de production : Disney Brothers Studios
- Société de distribution : Margaret J. Winkler (1925)
- Pays :  États-Unis
- Format d'image : noir et blanc - 35 mm - 1,37:1 - muet
- Genre : animation et prises de vues réelles
- Durée : 7 min 32
- Date de sortie : 15 janvier 1925

Source : Walt in Wonderland

## Distribution
- Virginia Davis : Alice

## Commentaires
Produit en novembre-décembre 1924, le film a été livré le 31 décembre 1924.